# Axel Munthe
Axel Martin Fredrik Munthe (Oskarshamn, 31 ottobre 1857 – Stoccolma, 11 febbraio 1949) è stato uno scrittore e psichiatra svedese.
È conosciuto principalmente per essere l'autore de La storia di San Michele (1929), un racconto autobiografico romanzato della sua vita e del suo lavoro, il cui titolo si riferisce alla villa San Michele che egli si costruì ad Anacapri con l'aiuto di manovali del luogo. San Michele è un piccolo capolavoro di geniale architettura "spontanea", o meglio "dilettantesca", realizzata da un uomo di raffinata cultura, ed è visitata ogni anno da migliaia di turisti.

## Biografia

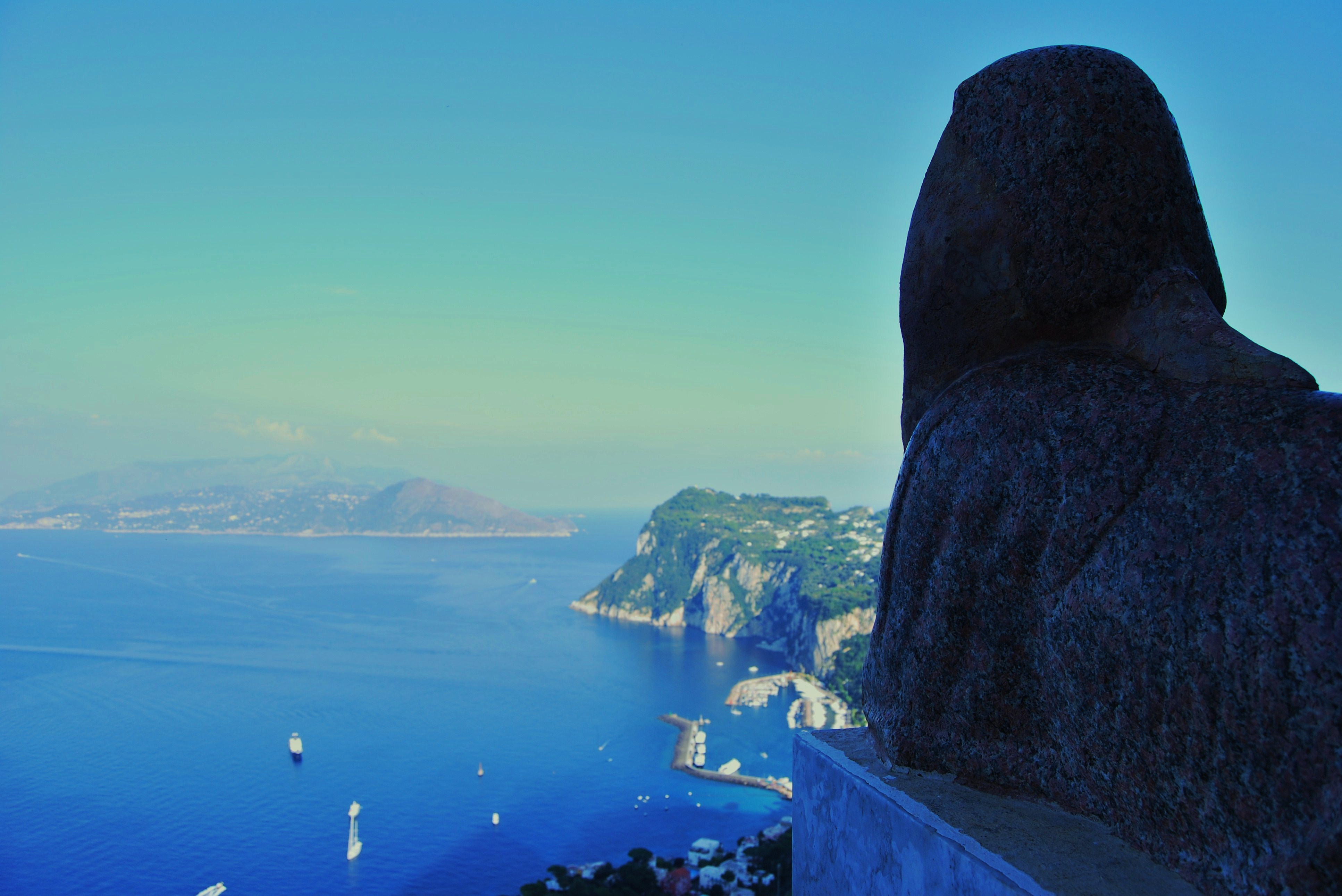
Capri: la sfinge di Villa San Michele.

Nacque ad Oskarshamn, Svezia. All'età di diciotto anni visitò Capri, e ne rimase folgorato, al punto da decidere di volervi un giorno vivere.
Studiò medicina ad Uppsala, a Montpellier e a Parigi, dove studiò con Jean-Martin Charcot nell'ospedale psichiatrico della Salpêtrière e dove si laureò nel 1880. Esercitò la sua professione sia a Parigi che a Roma (soggiornando nel famoso Castello di Lunghezza, che trasformò in una clinica insieme alla moglie, sorella dell'ultimo erede della famiglia degli Strozzi) e nel 1903 divenne medico della Casa Reale svedese.
Nel 1884 accorse a Napoli per curare i colpiti dall'epidemia di colera di quell'anno. A seguito di questa esperienza scrisse il libro: Lettere da una città dolente, che egli cita anche nella Storia di San Michele. Nel 1908 fu tra i volontari stranieri che prestarono soccorso alla popolazione dopo il terremoto di Messina.
Dopo essersi ritirato dalla vita pubblica, visse presso villa San Michele sull'isola di Capri. Scrisse La storia di San Michele quando ormai, negli ultimi anni della sua vita, fu costretto a tornare nella natia Svezia a causa di una malattia agli occhi. Presso il cimitero acattolico di Roma è presente una lapide a ricordo.
Fu un "animalista" ante litteram; lasciò infatti una cospicua somma perché fosse creata una fondazione che si adoperasse per vietare l'impiego degli animali nei circhi equestri, nonché per eliminare i giardini zoologici, cose che egli reputava indegne della civiltà.
Villa San Michele fu da lui donata allo Stato svedese, ed è oggi gestita da una fondazione.

## Opere
- Från Neapel. Resebref (Da Napoli. Corrispondenze di viaggio), 1885
- Små skizzer (Piccoli schizzi), 1888
- Memories and vagaries (Vagabondaggio), 1897. Edizione Italiana: Milano, Edizioni Corbaccio, 1933
- Letters from a mourning city (Lettere da una città dolente), 1909; ripubblicato nel 2022 da Colonnese Editore con una introduzione di Emanuele Cerullo
- Bref och skisser (Lettere e schizzi), 1909
- Red cross and iron cross (Croce Rossa e Croce di Ferro), 1916
- For those who love music, 1918
- La storia di San Michele (The Story of San Michele), 1929
- En gammal bok om människor och djur (Uomini e bestie), 1931